# Sanah Kadoura
Sanah Kadoura (* 29. Mai 1989 in Calgary) ist eine kanadische Jazzmusikerin (Schlagzeug, Komposition) mit libanesischen Wurzeln.

## Leben und Wirken
Kadoura erwarb den Bachelor an der Saint Francis Xavier University, ein Diplom an der Mount Royal University und anschließend den Masterabschluss in Jazz Performance an der State University of New York. In den folgenden Jahren spielte sie in den Vereinigten Staaten mit Musikern wie Kirk Lightsey, Philip Harper, Ed Cherry, Mark Whitfield, Joe Locke, Pat Bianchi, Tivon Pennicott, Roy Hargrove und Sullivan Fortner, um bald darauf mit einer eigenen Band zu arbeiten und international auf Tourneen zu gehen. 2017 musste sie ihre Karriere wegen der neurologischen Folgen eines Sturzes unterbrechen. Ende 2018 legte sie ihr Debütalbum Hawk Eyes vor. 2019 trat sie mit dem Trompeter Josh Evans auf; 2023 folgte Kadouras zweites Album Duality, das eigene Kompositionen enthielt, aufgenommen mit Musikerinnen wie Stacy Dillard, Rachel Therrien, Virginia MacDonald und Joanna Majoko. Des Weiteren arbeitete sie u. a. mit Craig Brann, Randy Johnston und Jodi Proznick.
James Genus (der an ihrem Debütalbum mitgewirkt hatte), bezeichnet Kadoura als „eine starke Spielerin – sehr grooveorientiert. Sie hat ein starkes Gespür dafür, was sie als Bandleaderin, Komponistin und Musikerin will.“

## Diskographische Hinweise
- Hawk Eyes (2019), mit James Genus, Mark Whitfield, Willerm Delisfort, Eylem Basaldi, Tivon Pennicott, Jeremy Pelt[4]
- Amanda Tosoff/Jodi Proznick/Allison Au/Rachel Therrien/Joanna Majoko/Sanah Kadoura/Jocelyn Gould: The Ostara Project (Cellar Music, 2022)[5]